# Poděbrady
Poděbrady település Csehországban, a Nymburki járásban. Poděbrady Pňov-Předhradí, Pátek, Vrbová Lhota, Oseček, Sokoleč, Písková Lhota, Křečkov, Kovanice, Libice nad Cidlinou, Budiměřice, Nymburk és Choťánky településekkel határos. Lakosainak száma 15 232 fő (2025. január 1.).

## Népesség
| Lakosok száma | 4976 | 6738 | 8967 | 12 238 | 13 213 | 13 891 | 14 025 | 14 186 | 14 317 | 15 232 |
|               | 1869 | 1900 | 1930 | 1961   | 1991   | 2012   | 2017   | 2019   | 2022   | 2025   |

## Híres személyek
- György (1420–1471), cseh király
- Podjebrád Szidónia (1449–1510), szász hercegné
- Julie Kafková (1856–1934), szül. Löwy, Franz Kafka édesanyja
- Ludvík Kuba (1863–1956), festőművész, író és népdalgyűjtő